# Каталина (остров)
Про остров у берегов Калифорнии см. Санта-Каталина (остров, Калифорния)
Каталина (исп. Isla Catalina) — остров в Карибском море. Принадлежит Доминиканской Республике.

## География
Остров Каталина лежит у юго-восточного побережья Доминиканской Республики, в 2 километрах южнее города Ла Романа. Входит в состав провинции Ла Романа. Имеет форму, близкую к треугольной. Длина острова равняется 4,6 км. Ширина — около 3 км. Площадь острова составляет 9,18 км².

## История
Остров Каталина был открыт Христофором Колумбом в мае 1494 года.

## Туризм
В настоящее время остров необитаем, однако на его западной стороне расположены прекрасные белопесочные пляжи для туристов с соответствующей инфраструктурой. Остров Каталина можно достичь на прогулочных судах; здесь же высаживаются для пляжного отдыха пассажиры круизных судов (в частности, фирмы Costa Crociere). Также сюда организовываются экскурсии с возможностью подводного погружения.